# The American Sports Car Co.
The American Sports Car Co., kurz TASCO, war ein kurzlebiger US-amerikanischer Automobilhersteller im Jahr 1948.

## Beschreibung
Das Unternehmen hatte seinen Sitz in Hartford in Connecticut. 1948 präsentierte es ein Automobil. Im gleichen Jahr endete das Projekt.

## Das Fahrzeug
Der Tasco hat ein Fahrgestell von Mercury und eine ungewöhnliche Karosserie, die weitgehend aus Aluminium besteht. Der schmale, schlanke Aufbau erinnert deutlich an einen Flugzeugrumpf. Zu jedem Rad gibt es einen abgesetzten Kotflügel; die vorderen drehen beim Lenken mit. Zumindest sie bestehen aus Fiberglas. Im Kühlergrill ist eine verchromte „Nase“ eingesetzt, die als energieabsorbierendes Element wirkt und leichtere Parkschäden auffangen soll. Ein ähnliches System führte der Ford-Konzern 1958 mit dem Edsel erstmals in Serie ein. Als weitere Innovation hat das Auto ein zweiteiliges, herausnehmbares Glasdach und gilt somit als erstes überhaupt mit zweiteiligem Targadach. Das Design des Fahrzeugs wird allgemein dem ehemaligen Chefdesigner von Duesenberg und Cord, Gordon Buehrig, zugeschrieben. Dieser distanzierte sich allerdings davon und nannte es misslungen. Sein tatsächlicher Anteil am Entwurf ist also nicht klar, immerhin stellte er aber den Kontakt zum Karosseriebauer Derham Body Company in Rosemont (Pennsylvania) her, welcher mit der Ausführung der Arbeiten beauftragt wurde. Zudem erhielt er ein Patent für das Glasdach. Auf dessen Verletzung klagte er 1968 gegen General Motors, als die Chevrolet Corvette erstmals mit einem solchen, „T-bar Roof“ genannten, Glasdach in Serie ging. Er musste sich mit einer geringen Entschädigung abfinden. „T-Bar-Roofs“ wurden danach von zahlreichen Herstellern zum Teil bis heute angeboten.
Einer der Gründe für die ausgefallene Formgebung des Tasco scheint gewesen zu sein, das Interesse von Herstellern außerhalb des traditionellen Automobilbaus zu wecken. So versuchte man auch erfolglos, die Beech Aircraft Corporation für das Projekt zu gewinnen. Anfänglich sollte Tasco auch an Sportwagenrennen in Watkins Glen, New York teilnehmen.
Tasco war einer von mehreren Versuchen, nach dem Zweiten Weltkrieg neue Automobilmarken in den Vereinigten Staaten zu etablieren. Dazu gehören unter anderem Kaiser-Frazer, Playboy, Tucker oder Muntz. Wie die meisten scheiterte auch Tasco an ausbleibenden Investitionen.
Nur ein Prototyp wurde gebaut. Dieses Fahrzeug wurde dem Auburn Cord Duesenberg Automobile Museum in Auburn (Indiana) geschenkt, wo es heute noch zu sehen ist.
Der Tasco ist die zweite und letzte Zusammenarbeit zwischen Buehrig und der Derham Body Company; die erste war das Tourster Phaeton, das Buehrig als Chefdesigner von Duesenberg für deren Duesenberg Modell J entworfen hatte und von dem Derham einige Exemplare fertigte.